# Bellator 18
Bellator XVIII foi um evento de MMA, organizado pelo Bellator Fighting Championships ocorrido em 13 de maio de 2010 no Monroe Civic Center em Monroe, Louisiana. O evento foi ao ar na Fox Sports Net e suas afiliais regionais.

## Background
Hector Lombard era esperado para enfrentar o ex-Campeão Médio do WEC Paulo Filho em uma luta que não valeria o título, porém Filho foi forçado a se retirar da luta e foi substituído por Jay Silva. Essa foi a quarta luta em que Filho se retirou em dois anos.